# Facteur limitant
Le facteur limitant est le facteur qui va conditionner la vitesse ou l’amplitude d’un phénomène plurifactoriel à un moment précis. À ce moment-là, tous les autres facteurs permettant la réalisation de ce phénomène sont en excès par rapport au facteur limitant. Le concept de quantité relative est très important, une modification des proportions peut changer la nature du facteur limitant.
Cette notion semble être apparue au XIXe siècle dans le cadre des recherches agricoles, mais est aujourd'hui utilisée dans de multiples domaines.

## En agriculture
Elle désigne initialement les composants du sol et a été formalisée en 1840 par la Loi de Liebig sur le minimum. Mais elle peut s’étendre à l’ensemble des facteurs externes (ensoleillement, précipitations, prédateurs, etc.) ou internes (espèce, surface racinaire, etc.), et même à l’ensemble des organismes.

## En alimentation
Il désigne parfois les carences d’un régime alimentaire, généralement les huit acides aminés essentiels que l’Homme ne peut pas synthétiser lui-même à partir des nutriments.

## En chimie
Elle désigne le substrat (on parle alors de réactif limitant) disparaissant le plus vite et limitant donc la quantité de produit formé ou le facteur (substrat, concentration, température, enzyme ou autre catalyseur) limitant la vitesse de la réaction.

## En écologie
Elle désigne pour une espèce ou un groupe d'espèce, un facteur écologique absent ou présent (hors de la capacité d'adaptation d'un organisme). 
Les facteurs limitants sont ceux qui expliquent la présence durable ou non de populations viables d'organismes dans un écosystème donné ou dans une niche écologique au sein de cet écosystème ou d'un organisme (bactéries dans l'intestin par exemple). 
Exemples de facteurs limitants : seuils de pression, température, lumière, humidité, salinité, biodisponibilité des nutriments, toxiques, présence/absence d'une espèces symbiote, etc.)
On peut distinguer deux grands types théoriques de facteurs limitants (qui peuvent coexister) :
- des conditions abiotiques du milieu (absence ou manque d'eau libre et biodisponible par exemple)
- des conditions biotiques (ex : présence d'humus pour certaines plantes, ou encore présence/absence de prédateurs ou de concurrence avec une autre espèce plus compétitive pour l'accès à certaines ressources).

L'espace (ou le volume) (bio)disponible est un des facteurs limitant, en particulier pour les espèces de grande taille. 

La disponibilité temporelle de ces ressources est également en prendre en compte (Un facteur vital qui vient temporairement à manquer peut causer l'extinction locale ou globale d'une espèce. Dans un environnement trop riche en nutriments (eutrophisation ou dystrophisation), la baisse momentanée d'oxygène (surconsommé la nuit alors que la photosynthèse ne peut s'effectuer) dans l'eau peut ainsi brutalement induire une zone morte, laquelle - si le milieu est confiné ou peu renouvelé - peut ensuite être auto-entretenue par la demande biologique en oxygène induite par la décomposition de la nécromasse).
Notion relative : un facteur théorique limitant peut dans la nature être synergiquement exacerbé ou au contraire atténué par un autre facteur (un métal lourd toxique et son "antidote", ou un facteur qui fait que ce métal n'est pas biodisponible par exemple). 

Un facteur limitant pour une espèce peut être un facteur favorable pour une autre espèce (l'oxygène dissous dans l'eau est un facteur limitant pour de nombreuses espèces aquatiques ; les espèces aérobies nécessitent de l'oxygène et certaines anaérobies nécessitent une absence quasi totale d'oxygène dissous). De même un facteur limitant pour un stade de développement d'une espèces peut être un facteur favorable à un autre stable de développement ; Par exemple une graine peut nécessiter une phase de gel pour lever sa dormance, alors que la plante adulte sera tuée par ce même gel. 
De nombreuses bactéries, plantes ou champignons sécrètent des hormones inhibitrices ou biocides inhibant le développement d'autres espèces (la présence des premières ou de leurs métabolites dans un environnement devient alors un facteur limitant pour le développement des secondes).  

Dans un milieu pauvre ou « simplifié » (ex : agriculture monospécifique)où une espèce ne rencontre pas d'espèces concurrentes aussi adaptées qu'elle, ni de prédateurs capables de limiter sa démographie, la surconsommation (surexploitation) d'une ressource par cette espèce peut devenir un facteur limitant et à terme éventuellement un facteur d'extinction locale. C'est un phénomène parfois observé chez des espèces ainsi devenues invasives colonisant des îles de faibles surfaces.